# Mercury (police de caractères)
Pour les articles homonymes, voir Mercury.
Mercury est une police de caractères avec empattements dessinée par Jonathan Hoefler et Tobias Frere-Jones, de la fonderie Hoefler & Frere-Jones. Elle est au départ destinée au mensuel Esquire, qui l'utilise à compter de 1996.